# Криворожский коксохимический завод
Криворожский коксохимический завод (укр. Криворі́зький ко́ксохімі́чний заво́д) — предприятие чёрной металлургии в Кривом Роге Днепропетровской области Украины. 

## История
Строительство коксохимического завода планировалось в Кривом Роге параллельно с металлургическим заводом «Криворожсталь», ещё в 1929 году, но реальное строительство было начато в 1932 году. Возведение завода осуществлялось под общим руководством инженера Куюмджи. 21 октября 1934 года начато бетонирование фундамента коксовой батареи № 1. Как и сам металлургический завод, коксохим строился всей страной — оборудование и стройматериалы поставляли многие города и регионы СССР. Среди первых строителей завода были Армашова, Жеванов, Нелипа, Сосновская, Цветненко.
9 января 1936 года загружены шихтой камеры второй батареи, через несколько смен и первой — были получены первые тонны криворожского кокса, смолы и аммиачной воды. В начале февраля 1936 года коллектив ККХЗ отрапортовал наркому тяжёлого машиностроения СССР Григорию Орджоникидзе, что за двадцать дней после пуска завода была освоена проектная мощность и выдано 6390 тонн кокса при задании 5450 тонн — план выполнен на 117 %. 2 августа 1936 года был подписан акт приёмки предприятия, на момент открытия — Криворожский коксохимический завод № 28 имени Хатаевича. В состав завода вошли углеподготовительный, коксовый и химический цеха. В октябре 1936 года введено в эксплуатацию сульфатное отделение с двумя сатураторами и начато производство сульфата аммония, а в декабре — бензольно-скрубберное отделение. За неполный первый год ККХЗ произвёл кокса 6% влажности — 792 тыс. тонн, смолы — 28 тыс. тонн, сульфата аммония — 9 тыс. тонн, бензола — 8,1 тыс. тонн. Уже в 1940 году получено более 1 млн тонн кокса.
В 1941 году введено в эксплуатацию первую в СССР установку для получения пиридина — растворителя для изготовления пластмасс, красок и некоторых медикаментов.
В годы Великой Отечественной войны завод был эвакуирован в Нижний Тагил, всё оставшееся было разрушено немецко-фашистскими захватчиками. После освобождения города советскими войсками в феврале 1944 года завод начали восстанавливать, первый послевоенный кокс был получен в 1949 году.
В 1949—1951 годах работа завода была полностью восстановлена.
В 1955 году введена в действие установка для получения концентрата германия.

### Пуски коксовых батарей
- 1949—1951 — запущены первые четыре батареи производственной мощностью более 1,7 млн тонн/год;
- 1960 — батарея № 5 мощностью 479 тыс. тонн/год;
- 1961 — батарея № 6 мощностью 490 тыс. тонн/год;
- 1969 — батарея № 7 мощностью 830 тыс. тонн/год;
- 1970 — батарея № 8 мощностью 830 тыс. тонн/год;
- 1977 — батарея № 9 и 10 мощностью по 830 тыс. тонн/год каждая.

В 1957—1967 годах завод входил в состав завода «Криворожсталь».
18 июня 1969 года указом Президиума Верховного Совета УССР заводу присвоено имя Демьяна Коротченко.
8 мая 1985 года на территории завода установлен памятник рабочим и служащим Криворожского коксохимического завода, погибшим на фронтах Великой Отечественной войны.
Всего до 1991 года было изготовлено 180 044,2 тысяч тонн кокса.
1 января 1997 года Криворожский коксохимический завод снова вошёл в состав Криворожстали. В 2000 году объём производства составлял 2,6 млн тонн продукции.

## Характеристика
Общая площадь завода составляет 120,3 гектара. На предприятии установлено современные высокопроизводительные агрегаты, широко применяются механизация и автоматизация производственных процессов. 
Основной продукцией предприятия является кокс доменный, коксовый газ, смола каменноугольная, смола для дорожного строительства, бензол серый, сульфат аммония, серная кислота.

### Персонал
В 1944—1953 годах предприятие возглавлял А. Коваль, в 1957—1966 годах — А. Смульсон, в 1953—1967 годах — Иванов Евгений Борисович, в 1983—1999 годах — В.Иваницкий, в 2000—2011 годах — И. Белошапка.
Всего на заводе работает более 3 тыс. человек.

### Структура
По состоянию на 2004 год в структуре завода десять коксовых батарей общей мощностью 6,7 млн тонн валового кокса 6% влажности, углеподготовительный цех, коксовые цеха № 1 и 2, улавливания химических продуктов из коксового газа, очистки коксового газа от серного водорода (сероочистки) с производством серной кислоты; ремонтные и энергетические службы.
С 1997 года входит в структуру АрселорМиттал Кривой Рог как коксохимическое производство.